# Ioannis Georgiadis
Ioannis Georgiadis  (Grieks: Ιωάννης Γεωργιάδης) (Tripolis, 29 maart 1876 – 14 maart 1960) was een Grieks schermer.
Georgiadis nam deel aan drie edities van Olympische Zomerspelen en won hierin drie medailles.

## Palmares
- Olympische Zomerspelen
  - 1896
    -  - Sabel individueel

  - 1906
    -  - Sabel team
    -  - Sabel individueel